# مورلي (فرنسا)
مورلي، (بالفرنسية: Morlaix)‏، تنطق:(‎mɔʁlɛ‏)، هي بلدية في إقليم فنستير، في منطقة بريتاني، شمال غرب فرنسا. إنها قائمقامية دائرة إدارية.

## توأمة
لمورلي (فرنسا) اتفاقيات توأمة مع كل من:
- فورسلن
- ترورو
- Réo [الإنجليزية]‏
- تشيلم (28 يناير 1997 -)
- Mielec [الإنجليزية]‏

## معرض صور

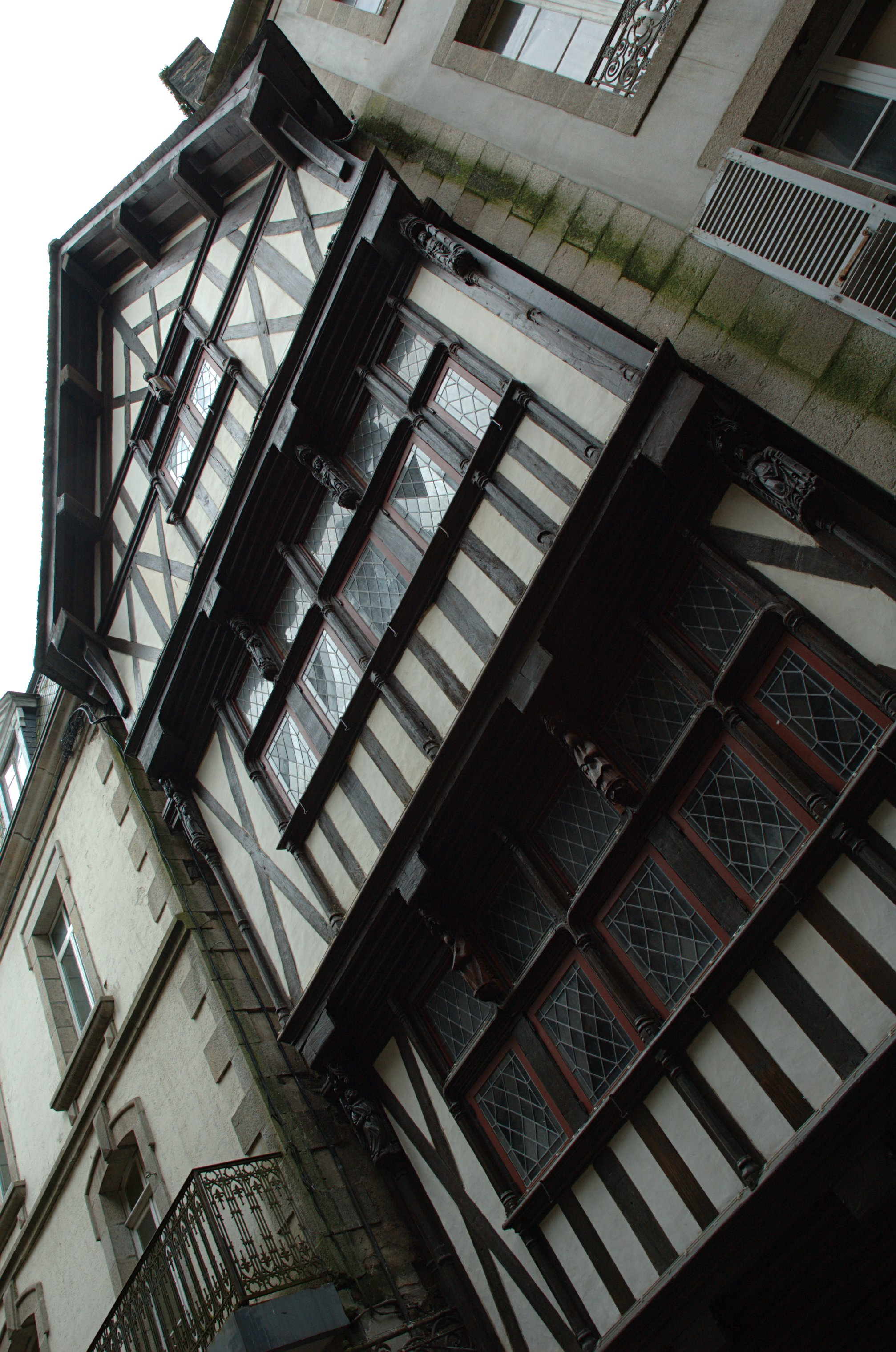
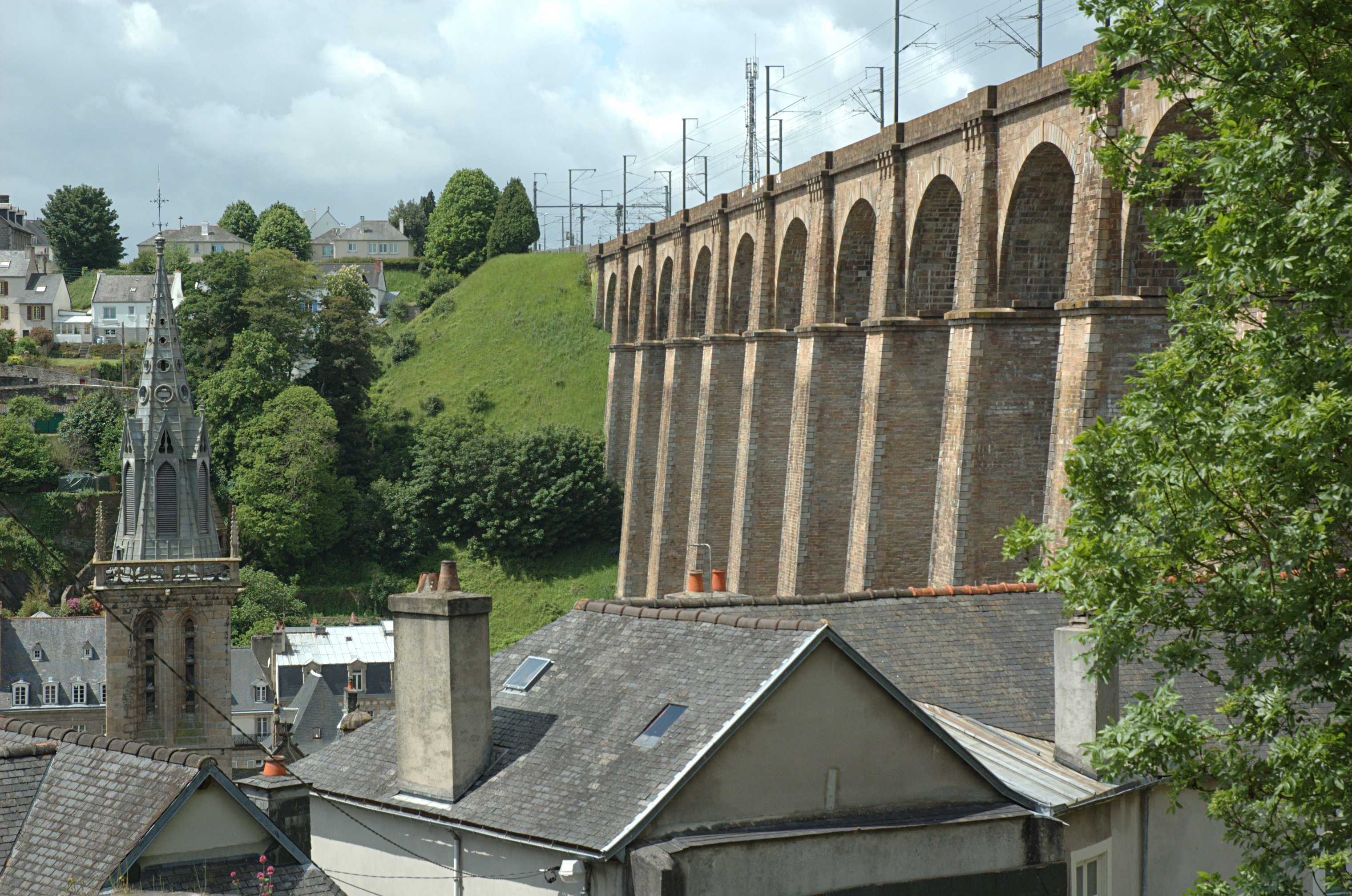
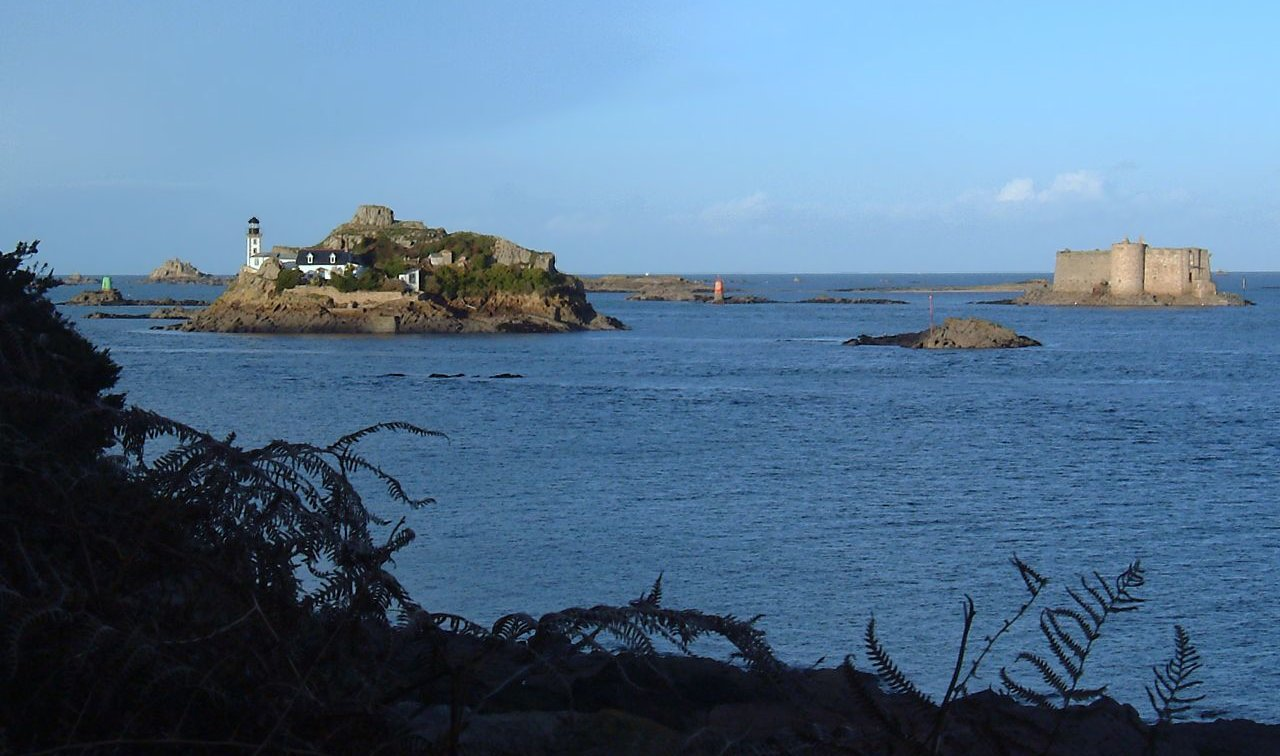

## أعلام
- ماري براكيوموند
- باتريك لي رو
- جان فرانسوا لو جال
- ألبرت لي غراند
- آلان لو رو